# Coupe du monde B de combiné nordique 1999
Navigation
1997 — 1998 1999 — 2000
| \| Taivalkoski Vuokatti Otepää Garmisch-Partenkirchen Chamonix Klingenthal Zakopane \| Les sites des compétitions (manque Lake Placid) |
| Taivalkoski Vuokatti Otepää Garmisch-Partenkirchen Chamonix Klingenthal Zakopane                                                       |

La coupe du monde B de combiné nordique 1998 — 1999 fut la neuvième édition de la coupe du monde B de combiné nordique, compétition de combiné nordique organisée annuellement de 1991 à 2008 et devenue depuis la coupe continentale.
Elle s'est déroulée du 8 décembre 1998 au 21 mars 1999, en 16 épreuves.
Cette coupe du monde B a débuté en Finlande, dans la station de Taivalkoski, avant que de se poursuivre dans le même pays, à Vuokatti ; elle a ensuite fait étape
en Estonie (Otepää),
en Allemagne (Garmisch-Partenkirchen et Klingenthal),
en France (Chamonix),
aux États-Unis (Lake Placid),
pour s'achever en Pologne, à Zakopane.
Cette coupe du monde B vit se dérouler pour la première fois des épreuves en Estonie. Par ailleurs, pour la première fois, trois épreuves eurent lieu au même endroit, à Lake Placid.
Cette coupe du monde B a été remportée ex æquo par l'autrichien Christoph Bieler et le norvégien Preben Fjære Brynemo.

## Classement général
| Rang | Nom                                   |
| ---- | ------------------------------------- |
| 1    | Christoph Bieler Preben Fjære Brynemo |
| 3    | Kouji Takasawa                        |
| 4    | Bill Demong                           |
| 5    | Alexeï Barannikov                     |
| 6    | Ludovic Roux                          |
| 7    | Demian Carson                         |
| 8    | Pavel Churavý                         |
| 9    | Sepp Buchner                          |
| 10   | Matt Dayton                           |
| 11   | Georg Hettich                         |
| 12   | Ricardo Stärker                       |

## Calendrier
| Date                          | Épreuve       | Vainqueur            | Deuxième            | Troisième            |
| 1 — 2. Taivalkoski            |               |                      |                     |                      |
| 8/12/1998                     | K120 / 15 km  | Jaakko Tallus        | Kouji Takasawa      | Roman Perko          |
| 10/12/1998                    | K120 / 7,5 km | Alexeï Barannikov    | Robert Stadelmann   | Jaakko Tallus        |
| 3 — 4. Vuokatti               |               |                      |                     |                      |
| 12/12/1998                    | K90 / 15 km   | Jaakko Tallus        | Kari Manninen       | Ivan Rieder          |
| 15/12/1998                    | K90 / 7,5 km  | Jaakko Tallus        | Ricardo Stärker     | Ralf Adloff          |
| 5 — 6. Otepää                 |               |                      |                     |                      |
| 18/12/1998                    | K70 / 7,5 km  | Michael Gruber       | Topi Sarparanta     | Tony Kilponen        |
| 20/12/1998                    | K70 / 15 km   | Frédéric Baud        | Alexeï Barannikov   | Jan Matura           |
| 7 — 8. Garmisch-Partenkirchen |               |                      |                     |                      |
| 9/01/1999                     | K115 / 15 km  | Andrea Longo         | Marco Baacke        | Ludovic Roux         |
| 10/01/1999                    | K115 / 7,5 km | Andrea Longo         | Sebastian Haseney   | Pavel Churavý        |
| 9 — 10. Chamonix              |               |                      |                     |                      |
| 15/02/1999                    | K120 / 15 km  | Lars Andreas Østvik  | Andrea Longo        | Ludovic Roux         |
| 17/01/1999                    | K120 / 7,5 km | Sebastian Haseney    | Robert Stadelmann   | Andrea Longo         |
| 11 — 13. Lake Placid          |               |                      |                     |                      |
| 21/01/1999                    | K120 / 7,5 km | Andrea Longo         | Lars Andreas Østvik | Carl Van Loan        |
| 22/01/1999                    | K120 / 7,5 km | Sebastian Haseney    | Lars Andreas Østvik | Andrea Longo         |
| 24/01/1999                    | K120 / 15 km  | Kouji Takasawa       | Lars Andreas Østvik | Andrea Longo         |
| 14 — 15. Klingenthal          |               |                      |                     |                      |
| 5/03/1999                     | K80 / 7,5 km  | Johnny Spillane      | Demian Carson       | Preben Fjære Brynemo |
| 7/03/1999                     | K80 / 15 km   | Preben Fjære Brynemo | Demian Carson       | Johnny Spillane      |
| 16. Zakopane                  |               |                      |                     |                      |
| 21/03/1999                    | K120 / 15 km  | Christoph Bieler     | Demian Carson       | Kouji Takasawa       |